# Zbigniew Leonowicz
Zbigniew Maria Leonowicz obecnie Marek Leonowicz (ur. 1963) – polski inżynier elektryk. Absolwent Politechniki Wrocławskiej. Od 2019 r. profesor na Wydziale Elektrycznym Politechniki Wrocławskiej.

## Życiorys
Absolwent Liceum Ogólnokształcącego pw. św. Augustyna w Warszawie. Ukończył studia magisterskie na kierunku elektrotechnika w Politechnice Wrocławskiej w 1997. Pracę doktorską pt. Zaawansowane metody analizy widmowej sygnałów elektrycznych obronił w 2001 (promotor: Tadeusz Łobos). W 2012 habilitował się na podstawie cyklu publikacji Wybrane zagadnienia analizy czasowo-częstotliwościowej sygnałów elektrycznych (recenzenci: Jan Machowski, Grzegorz Benysek, Mirosław Świercz). W 2019 otrzymał tytuł profesora nauk technicznych. Otrzymał także w 2019 drugi tytuł profesora w Republice Czeskiej, na wniosek Uniwersytetu Technicznego w Ostrawie.
Od 1997 pracuje na Politechnice Wrocławskiej: kolejno jako asystent, adiunkt (od 2001), profesor nadzwyczajny (od 2016) i obecnie profesor (od 2019). Pracował także w Instytucie Badań Fizycznych i Chemicznych w Wakō, Japonia (jako pracownik badawczy w Laboratory for advanced brain signal processing 2004-2005), w Uniwersytecie Roma Tre, Rzym, Włochy (EDEMOM European Doctorate in Electronic Materials, Optoelectronics and Microsystems 2009-2010) oraz w Uniwersytecie Rzymskim „La Sapienza”, jako profesor wizytujący w 2017.
Współautor ponad 260 artykułów indeksowanych w bazie Scopus, cytowanych łącznie ponad 4100 razy przez innych autorów (indeks Hirscha 32), z których ponad 76% należy do pierwszego kwartyla (Q1 25%) -  najbardziej wpływowych publikacji w danej dziedzinie nauki. W latach 2022 i 2024 wymieniony na liście World’s TOP 2% Scientists -  najbardziej wpływowych ludzi nauki na świecie.
Stypendysta "NATO Advanced Fellowship" (Uniwersytet Techniczny w Dreźnie 2001-2002). 
Nagrody: Best reviewer 2015 of Electric Power Systems Research EPSR Journal (Elsevier), Outstanding Reviewer Award COMPEL 2016 oraz Certificate of Outstanding Contribution in Reviewing 2018, (Emerald Group Publishing) oraz liczne Publons Peer Review Award. Wypromował 3. doktorów nauk technicznych.
Współprzewodniczy cyklicznej międzynarodowej konferencji International Conference on Environment and Electrical Engineering (od 2001) oraz Asia Meeting on Environment and Electrical Engineering, jest członkiem komitetów naukowych wielu konferencji krajowych i zagranicznych. Jest także członkiem stowarzyszonym Komitetu Elektrotechniki PAN.
Odznaczony został Krzyżem Kawalerskim Orderu Odrodzenia Polski. Od 2020 r. do 2024 r. pełnił funkcję kierownika Katedry Podstaw Elektrotechniki i Elektrotechnologii. W latach 2020-2024 był członkiem Senatu Politechniki Wrocławskiej.
W 2024 jeden z artykułów, którego jest współautorem, został wycofany z publikacji w czasopiśmie wydawnictwa MDPI z powodu podejrzenia o plagiat.